# حفظ پایگاه داده
حفظ پایگاه داده معمولاً شامل تبدیل اطلاعات ذخیره شده در یک پایگاه داده به فرمی است که احتمالاً در طولانی مدت با تغییرات فناوری قابل دسترسی باشد، بدون از دست دادن ویژگی‌های اولیه (زمینه، محتوا، ساختار، ظاهر و رفتار) داده‌.
با توجه به فراگیر شدن پایگاه‌های داده، روش‌های مختلفی برای کمک به حفظ پایگاه‌های داده و محتوای آنها توسعه یافته شده است. این روش‌ها بسته به ویژگی‌های پایگاه داده و نیازهای حفظ آن متفاوت هستند .
سه روش اساسی برای حفظ پایگاه داده وجود دارد: مهاجرت، XML، و شبیه‌سازی . همچنین ابزارها، نرم‌افزار و پروژه‌هایی وجود دارند که برای کمک به حفظ پایگاه‌های داده ایجاد شده‌اند که شامل SIARD، جعبه ابزار حفظ دیجیتال(به انگلیسی: the Digital Preservation Toolkit)، CHRONOS، و RODA می‌شوند.

## ویژگی‌های پایگاه داده
ویژگی‌های خود پایگاه داده در زمان تلاش برای حفظ آن مدنظر قرار گرفته می شوند. پایگاه‌های داده رابطه‌ای از جداولی تشکیل شده‌اند که داده‌ها را در رکوردها ذخیره می‌کنند و این جداول از طریق نقاط داده مشترک که در رکوردهای خود ذخیره شده اند به یکدیگر متصل می‌شوند .> با این حال، با ظهور ابر داده، پایگاه داده جدید NoSQL نیز وارد عرصه شده است . پایگاه‌های داده به عنوان باز یا بسته و ثابت یا پویا دسته‌بندی می‌شوند. وقتی یک پایگاه داده باز در نظر گرفته می‌شود به این معنی است که برای اضافه کردن داده‌های جدید باز است، اما وقتی یک پایگاه داده بسته در نظر گرفته می‌شود به معنای مخالف آن است، به معنای آن که به داده‌های جدید بسته است به دلیل کامل بودن آن. یک پایگاه داده زمانی ثابت در نظر گرفته می شود که شامل رکورد هایی است که پس از درج اولیه ویرایش یا تغییر نمی‌کنند، اما یک پایگاه داده زمانی پویا در نظر گرفته می شود که شمال رکوردهایی است که ممکن است در آینده ویرایش شوند. اینکه یک پایگاه داده باز و ثابت، باز و پویا، بسته و ثابت یا بسته و پویا باشد، بر روش‌های مورد استفاده برای حفظ آن تأثیر می‌گذارد. حفظ یک پایگاه داده پویا دشوارتر از یک پایگاه داده ثابت است زیرا داده‌ها به طور مداوم تغییر می‌کنند و حفظ یک پایگاه داده باز دشوارتر از یک پایگاه داده بسته است زیرا داده‌ها به طور مداوم اضافه می‌شوند. هرچه یک پایگاه داده دفعات بیشتری تغییر کند، چه درون یک رکورد و چه با اضافه کردن یک رکورد، دفعات بیشتری باید اقدامات لازم برای ثبت آن تغییر برای حفظ انجام شود .

### روش‌های حفظ پایگاه داده
سه روش اصلی حفظ دیجیتال می‌توانند برای حفظ پایگاه‌های داده نیز اعمال شوند. این روش‌ها شامل مهاجرت، XML، و شبیه‌سازی هستند .

#### مهاجرت
روش مهاجرت (که به عنوان بایگانی غیرفعال نیز شناخته می‌شود) شامل انتقال داده‌ها از یک برنامه پایگاه داده منسوخ به یک قالب بندی جدیدتر است. سه روش مهاجرت عبارتند از: سازگاری معکوس، تعامل‌پذیری و تبدیل به استانداردها. سازگاری معکوس شامل استفاده از نسخه‌های نرم‌افزار یا سخت‌افزار جدیدتر برای باز کردن، دسترسی و خواندن سندی است که با استفاده از نسخه قدیمی‌تری ایجاد شده است. تعامل‌پذیری شامل کاهش احتمال منسوخ شدن با اطمینان از دسترسی به یک فایل با بیش از یک ترکیب نرم‌افزار و سخت‌افزار است. تبدیل به استانداردها شامل انتقال ذخیره داده‌ها از یک فرمت اختصاصی به یک فرمت باز، بیشتر قابل دسترسی و مورد استفاده است .

#### XML
روش XML (که به عنوان نرمال‌سازی XML نیز شناخته می‌شود) شامل تبدیل اطلاعات پایگاه داده اصلی به فرمت استاندارد XML است. XML به عنوان یک فرمت نیاز به سخت‌افزار یا نرم‌افزار خاصی ندارد (بجز یک ویرایشگر متن یا پردازشگر واژه) و هم برای انسان و هم ماشین قابل خواندن است، که آن را به یک فرمت پایدار برای اهداف حفظ و ذخیره‌سازی تبدیل می‌کند . با این حال، در تبدیل داده‌ها به فرمت XML، برخی از قابلیت‌های تعاملی پایگاه داده مانند امکان جستجو از دست می‌رود .

#### شبیه‌سازی
روش شبیه‌سازی شامل بازآفرینی یک محیط محاسباتی قدیمی با استفاده از فناوری‌ها و نرم‌افزارهای جدیدتر است. این اجازه می‌دهد که نرم‌افزار، سخت‌افزار یا فرمت فایل‌های منسوخ در سیستم‌های جدید قابل دسترسی باقی بمانند. بنابراین، یک پایگاه داده قدیمی می‌تواند روی یک شبیه‌ساز اجرا شود که محیطی را که پایگاه داده در ابتدا در آن ایجاد شده بود تقلید می‌کند .